# Salmonella w Białej Podlaskiej (2023)
Trwa dyskusja nad usunięciem tego artykułu, kliknij i weź w niej udział.
Salmonella w Białej Podlaskiej - zbiorowe zatrucie bakterią Salmonella enteritidis w przedszkolu w Białej Podlaskiej, które miały miejsce na przełomie maja i czerwca 2023 roku. Zakażenia odnotowano wśród 14 dzieci i jednego pracownika placówki. Dwoje dzieci poddano hospitalizacji.
W reakcji na tę groźną sytuację pracownicy bialskiego sanepidu przeprowadzili szereg działań mających na celu przerwanie dróg szerzenia się zakażenia, w szczególności:
- przeprowadzona została kontrola placówki
- dokonano analizy dostawy i warunków przechowywania żywności
- pobrano próbki o badań laboratoryjnych
- przeprowadzono wywiady z rodzicami dzieci oraz pracownikami przedszkola
- zlecono przeprowadzenie badań u dzieci i osób potencjalnie narażonych[3].

W przedszkolu zostały pobrane wymazy z kuchni i wyszły prawidłowo, czyli źródło zakażenia nie wystąpiło na terenie naszego przedszkola, tylko było przyniesione z zewnątrz. Nie wiemy, kto mógł być pierwszą osobą, która to przyniosła – być może są to ukryci nosiciele, którzy nawet nie wiedzą o tym, że mogą zarażać. (wypowiedź dyrektorki przedszkola)
Ponadto podjęto decyzję o czasowym zamknięciu placówki przedszkolnej do 7 czerwca.